# Russisch curlingteam (mannen)
Het Russische curlingteam vertegenwoordigt Rusland in internationale curlingwedstrijden.

## Geschiedenis
Rusland nam voor het eerst deel aan een groot toernooi tijdens het Europees kampioenschap van 1992. De eerste wedstrijd werd nog met groot verschil gewonnen van Hongarije, maar alle overige wedstrijden werden kansloos verloren. Zo blikte Italië de Russen in met 20-0. De eerste jaren waren moeilijk voor het Russische team, maar vanaf de jaren 2000 werd Rusland een te duchten concurrent. In 2004 mocht het land voor het eerst aantreden in de A-divisie, in 2016 werd met de vierde plek de beste prestatie tot op heden neergezet.
In 2013 nam Rusland voor het eerst deel aan het WK. De beste prestatie tot op heden werd in 2021 behaald, toen het land als vierde eindigde. Aangezien de Olympische Winterspelen 2014 in de Russische stad Sotsji plaatsvonden, was het Russische curlingteam automatisch zeker van deelname. Het was de eerste (en tot dusver enige) deelname van het Russische curlingteam ooit op de Olympische Winterspelen. Het land eindigde op de zevende plaats.
In september 2022 werd de Russische Curlingfederatie geschorst vanwege de Russische invasie van Oekraïne. Bijgevolg kan het Russische curlingteam tot nader order niet meer deelnemen aan internationale curlingcompetities.

## Rusland op de Olympische Spelen
| \| Jaar \| Plaats \| Skip \| WG \| W \| V \| PV \| PT \| \| ---- \| ------------- \| -------------- \| ------------- \| ------------- \| ------------- \| ------------- \| ------------- \| \| 1998 \| Geen deelname \| Geen deelname \| Geen deelname \| Geen deelname \| Geen deelname \| Geen deelname \| Geen deelname \| \| 2002 \| Geen deelname \| Geen deelname \| Geen deelname \| Geen deelname \| Geen deelname \| Geen deelname \| Geen deelname \| \| 2006 \| Geen deelname \| Geen deelname \| Geen deelname \| Geen deelname \| Geen deelname \| Geen deelname \| Geen deelname \| \| 2010 \| Geen deelname \| Geen deelname \| Geen deelname \| Geen deelname \| Geen deelname \| Geen deelname \| Geen deelname \| \| 2014 \| 7 \| Andrej Drozdov \| 9 \| 3 \| 6 \| 58 \| 70 \| \| 2018 \| Geen deelname \| Geen deelname \| Geen deelname \| Geen deelname \| Geen deelname \| Geen deelname \| Geen deelname \| \| 2022 \| Geen deelname \| Geen deelname \| Geen deelname \| Geen deelname \| Geen deelname \| Geen deelname \| Geen deelname \| \| 2026 \| Geen deelname \| Geen deelname \| Geen deelname \| Geen deelname \| Geen deelname \| Geen deelname \| Geen deelname \| |               |                |               |               |               |               |               |
| Jaar | Plaats        | Skip           | WG            | W             | V             | PV            | PT            |
| 1998 | Geen deelname | Geen deelname  | Geen deelname | Geen deelname | Geen deelname | Geen deelname | Geen deelname |
| 2002 | Geen deelname | Geen deelname  | Geen deelname | Geen deelname | Geen deelname | Geen deelname | Geen deelname |
| 2006 | Geen deelname | Geen deelname  | Geen deelname | Geen deelname | Geen deelname | Geen deelname | Geen deelname |
| 2010 | Geen deelname | Geen deelname  | Geen deelname | Geen deelname | Geen deelname | Geen deelname | Geen deelname |
| 2014 | 7             | Andrej Drozdov | 9             | 3             | 6             | 58            | 70            |
| 2018 | Geen deelname | Geen deelname  | Geen deelname | Geen deelname | Geen deelname | Geen deelname | Geen deelname |
| 2022 | Geen deelname | Geen deelname  | Geen deelname | Geen deelname | Geen deelname | Geen deelname | Geen deelname |
| 2026 | Geen deelname | Geen deelname  | Geen deelname | Geen deelname | Geen deelname | Geen deelname | Geen deelname |

## Rusland op het wereldkampioenschap
| Jaar | Plaats        | Skip          | WG            | W             | V             | PV            | PT            |
| ---- | ------------- | ------------- | ------------- | ------------- | ------------- | ------------- | ------------- |
| 1992 | Geen deelname | Geen deelname | Geen deelname | Geen deelname | Geen deelname | Geen deelname | Geen deelname |
| 1993 | Geen deelname | Geen deelname | Geen deelname | Geen deelname | Geen deelname | Geen deelname | Geen deelname |
| 1994 | Geen deelname | Geen deelname | Geen deelname | Geen deelname | Geen deelname | Geen deelname | Geen deelname |
| 1995 | Geen deelname | Geen deelname | Geen deelname | Geen deelname | Geen deelname | Geen deelname | Geen deelname |
| 1996 | Geen deelname | Geen deelname | Geen deelname | Geen deelname | Geen deelname | Geen deelname | Geen deelname |
| 1997 | Geen deelname | Geen deelname | Geen deelname | Geen deelname | Geen deelname | Geen deelname | Geen deelname |
| 1998 | Geen deelname | Geen deelname | Geen deelname | Geen deelname | Geen deelname | Geen deelname | Geen deelname |
| 1999 | Geen deelname | Geen deelname | Geen deelname | Geen deelname | Geen deelname | Geen deelname | Geen deelname |
| 2000 | Geen deelname | Geen deelname | Geen deelname | Geen deelname | Geen deelname | Geen deelname | Geen deelname |
| 2001 | Geen deelname | Geen deelname | Geen deelname | Geen deelname | Geen deelname | Geen deelname | Geen deelname |
| 2002 | Geen deelname | Geen deelname | Geen deelname | Geen deelname | Geen deelname | Geen deelname | Geen deelname |
| 2003 | Geen deelname | Geen deelname | Geen deelname | Geen deelname | Geen deelname | Geen deelname | Geen deelname |
| 2004 | Geen deelname | Geen deelname | Geen deelname | Geen deelname | Geen deelname | Geen deelname | Geen deelname |
| 2005 | Geen deelname | Geen deelname | Geen deelname | Geen deelname | Geen deelname | Geen deelname | Geen deelname |
| 2006 | Geen deelname | Geen deelname | Geen deelname | Geen deelname | Geen deelname | Geen deelname | Geen deelname |
| 2007 | Geen deelname | Geen deelname | Geen deelname | Geen deelname | Geen deelname | Geen deelname | Geen deelname |
| 2008 | Geen deelname | Geen deelname | Geen deelname | Geen deelname | Geen deelname | Geen deelname | Geen deelname |

| Jaar | Plaats        | Skip                | WG            | W             | V             | PV            | PT            |
| ---- | ------------- | ------------------- | ------------- | ------------- | ------------- | ------------- | ------------- |
| 2009 | Geen deelname | Geen deelname       | Geen deelname | Geen deelname | Geen deelname | Geen deelname | Geen deelname |
| 2010 | Geen deelname | Geen deelname       | Geen deelname | Geen deelname | Geen deelname | Geen deelname | Geen deelname |
| 2011 | Geen deelname | Geen deelname       | Geen deelname | Geen deelname | Geen deelname | Geen deelname | Geen deelname |
| 2012 | Geen deelname | Geen deelname       | Geen deelname | Geen deelname | Geen deelname | Geen deelname | Geen deelname |
| 2013 | 10            | Andrej Drozdov      | 11            | 3             | 8             | 56            | 74            |
| 2014 | 11            | Jevgeny Archipov    | 11            | 2             | 9             | 55            | 84            |
| 2015 | 12            | Jevgeny Archipov    | 11            | 2             | 9             | 52            | 76            |
| 2016 | 10            | Aleksej Stoekalskij | 11            | 2             | 9             | 43            | 83            |
| 2017 | 12            | Aleksej Stoekalskij | 11            | 0             | 11            | 47            | 96            |
| 2018 | 9             | Aleksej Timoefejev  | 12            | 5             | 7             | 71            | 85            |
| 2019 | 9             | Sergej Gloekov      | 12            | 4             | 8             | 62            | 85            |
| 2021 | 4             | Sergej Gloekov      | 15            | 11            | 4             | 111           | 84            |
| 2022 | Geen deelname | Geen deelname       | Geen deelname | Geen deelname | Geen deelname | Geen deelname | Geen deelname |
| 2023 | Geen deelname | Geen deelname       | Geen deelname | Geen deelname | Geen deelname | Geen deelname | Geen deelname |
| 2024 | Geen deelname | Geen deelname       | Geen deelname | Geen deelname | Geen deelname | Geen deelname | Geen deelname |
| 2025 | Geen deelname | Geen deelname       | Geen deelname | Geen deelname | Geen deelname | Geen deelname | Geen deelname |
| 2026 | Geen deelname | Geen deelname       | Geen deelname | Geen deelname | Geen deelname | Geen deelname | Geen deelname |

## Rusland op het Europees kampioenschap
| Jaar | Plaats | Skip                  | WG | W | V | PV  | PT |
| ---- | ------ | --------------------- | -- | - | - | --- | -- |
| 1992 | 16     | Igor Minin            | 5  | 1 | 4 | 25  | 77 |
| 1993 | 16     | Igor Minin            | 6  | 3 | 3 | 45  | 54 |
| 1994 | 19     | Igor Minin            | 6  | 0 | 6 | 29  | 54 |
| 1995 | 16     | Igor Minin            | 6  | 3 | 3 | 36  | 34 |
| 1996 | 17     | Aleksander Kolesnikov | 5  | 1 | 4 | 27  | 40 |
| 1997 | 15     | Aleksej Tseloesov     | 4  | 2 | 2 | 30  | 19 |
| 1998 | 11     | Aleksej Tseloesov     | 6  | 4 | 2 | 41  | 20 |
| 1999 | 11     | Aleksej Tseloesov     | 6  | 3 | 3 | 30  | 31 |
| 2000 | 14     | Aleksej Tseloesov     | 10 | 5 | 5 | 70  | 52 |
| 2001 | 13     | Aleksander Kirikov    | 9  | 5 | 4 | 71  | 56 |
| 2002 | 13     | Aleksej Tseloesov     | 12 | 9 | 3 | 110 | 65 |
| 2003 | 11     | Aleksander Kirikov    | 8  | 6 | 2 | 62  | 43 |
| 2004 | 8      | Aleksander Kirikov    | 14 | 5 | 9 | 56  | 98 |
| 2005 | 10     | Aleksander Kirikov    | 9  | 1 | 8 | 35  | 63 |
| 2006 | 13     | Aleksander Kirikov    | 11 | 9 | 2 | 94  | 54 |
| 2007 | 14     | Aleksander Kirikov    | 8  | 5 | 3 | 55  | 33 |

| Jaar | Plaats        | Skip                | WG            | W             | V             | PV            | PT            |
| ---- | ------------- | ------------------- | ------------- | ------------- | ------------- | ------------- | ------------- |
| 2008 | 15            | Andrej Drozdov      | 8             | 6             | 2             | 70            | 38            |
| 2009 | 12            | Andrej Drozdov      | 11            | 10            | 1             | 91            | 38            |
| 2010 | 9             | Andrej Drozdov      | 9             | 1             | 8             | 46            | 60            |
| 2011 | 11            | Aleksej Tseloesov   | 12            | 9             | 3             | 79            | 49            |
| 2012 | 5             | Andrej Drozdov      | 9             | 5             | 4             | 55            | 50            |
| 2013 | 6             | Andrej Drozdov      | 9             | 4             | 5             | 48            | 52            |
| 2014 | 6             | Jevgeny Archipov    | 9             | 5             | 4             | 52            | 53            |
| 2015 | 7             | Aleksej Stoekalskij | 9             | 4             | 5             | 63            | 63            |
| 2016 | 4             | Aleksej Timoefejev  | 11            | 6             | 5             | 70            | 65            |
| 2017 | 6             | Aleksej Timoefejev  | 9             | 4             | 5             | 53            | 54            |
| 2018 | 7             | Michail Vaskov      | 9             | 3             | 6             | 50            | 63            |
| 2019 | 10            | Sergej Gloekov      | 9             | 2             | 7             | 48            | 70            |
| 2021 | 12            | Sergej Gloekov      | 9             | 8             | 1             | 79            | 35            |
| 2022 | Geen deelname | Geen deelname       | Geen deelname | Geen deelname | Geen deelname | Geen deelname | Geen deelname |
| 2023 | Geen deelname | Geen deelname       | Geen deelname | Geen deelname | Geen deelname | Geen deelname | Geen deelname |
| 2024 | Geen deelname | Geen deelname       | Geen deelname | Geen deelname | Geen deelname | Geen deelname | Geen deelname |
| 2025 | Geen deelname | Geen deelname       | Geen deelname | Geen deelname | Geen deelname | Geen deelname | Geen deelname |

Andorra · Australië · België · Bosnië en Herzegovina · Brazilië · Bulgarije · Canada · China · Chinees Taipei · Denemarken · Duitsland · Engeland · Estland · Filipijnen · Finland · Frankrijk · Georgië · Griekenland · Groot-Brittannië · Guyana · Hongarije · Hongkong · Ierland · IJsland · India · Israël · Italië · Jamaica · Japan · Kazachstan · Kenia · Kirgizië · Kroatië · Letland · Liechtenstein · Litouwen · Luxemburg · Mexico · Nederland · Nieuw-Zeeland · Nigeria · Noorwegen · Oekraïne · Oostenrijk · Polen · Portugal · Puerto Rico · Qatar · Roemenië · Rusland · Saoedi-Arabië · Schotland · Servië · Slovenië · Slowakije · Spanje · Thailand · Tsjechië · Tsjecho-Slowakije · Turkije · Verenigde Staten · Wales · Wit-Rusland · Zuid-Korea · Zweden · Zwitserland